# Бальсорано
Бальсорано (итал. Balsorano) — коммуна в Италии, расположена в области Абруццо, подчиняется административному центру Л’Акуила.
Население составляет 3706 человек (на 2005 г.), плотность населения составляет 63,92 чел./км². Занимает площадь 57,98 км². Почтовый индекс — 67052. Телефонный код — 0863.
Покровителем населённого пункта почитается святой Рох. День города ежегодно празднуется 16 августа.